# Eremochrysa californica
Eremochrysa californica är en insektsart som beskrevs av Banks 1905. Eremochrysa californica ingår i släktet Eremochrysa och familjen guldögonsländor. Inga underarter finns listade i Catalogue of Life.